# Tribalism (Album)
Tribalism ist die zweite Kompilation der britischen Post-Hardcore-Band Enter Shikari, welche am 22. Februar 2010 erstmals veröffentlicht wurde. Das Album enthält unter anderem zwei neue Songs, B-Seiten, Remixe und Live-Tracks.

## Hintergrund
Die Songs auf dem Sampler wurden zwischen 2007 und 2009 aufgenommen. Die erste Single "Thumper" wurde am 20. Januar 2010 veröffentlicht. Das Video dazu zeigt die Band in einem schwarz-weißen Ambiente, ähnlich cartoon-artig wie bei Take On Me von a-ha. Die Gesichter der Bandmitglieder sind dabei verzerrt, der Mund ist breit gezogen, die Nasen sind spitz und die Augen eingefallen. Diese Art der Animation im Video wurde von Joseph Pierce erstellt und umgesetzt.

## Titelliste
| Nr. | Titel                                      | Länge |
| --- | ------------------------------------------ | ----- |
| 1.  | Tribalism                                  | 5:05  |
| 2.  | Thumper                                    | 3:44  |
| 3.  | All Eyes on the Saint                      | 5:51  |
| 4.  | We Can Breathe in Space (Radio Edit)       | 4:03  |
| 5.  | Insomnia (Live @ Brixton '07)              | 4:32  |
| 6.  | Juggernauts (Nero Remix)                   | 5:01  |
| 7.  | No Sleep Tonight (The Qemists Remix)       | 5:58  |
| 8.  | Wall (High Contrast Remix)                 | 4:32  |
| 9.  | No Sleep Tonight (Mistabishi Remix)        | 4:16  |
| 10. | Juggernauts (Blue Bear’s True Tiger Remix) | 4:55  |
| 11. | No Sleep Tonight (Rout Remix)              | 4:11  |
| 12. | No Sleep Tonight (LightsGoBlue Remix)      | 4:37  |
| 13. | Havoc A (Live ’09)                         | 1:47  |
| 14. | Labyrinth (Live ’09)                       | 3:24  |
| 15. | Hectic (Live ’09)                          | 4:01  |

## Besetzung
- Roughton „Rou“ Reynolds – Gesang, Gitarre, Keyboard, Synthesizer, Programmierung, Samples, Elektronik, Texte
- Chris Batten – Bass, Gesang
- Liam „Rory“ Clewlow – Gitarre, Gesang
- Rob Rolfe – Schlagzeug